# ゴーストバスターズシリーズ
『ゴーストバスターズ』（Ghostbusters）は、1984年に誕生したアメリカの超自然・コメディ・フランチャイズである。第1作目は1984年6月8日にコロンビア ピクチャーズから公開された映画『ゴーストバスターズ』。

## 設定

### ユニバース

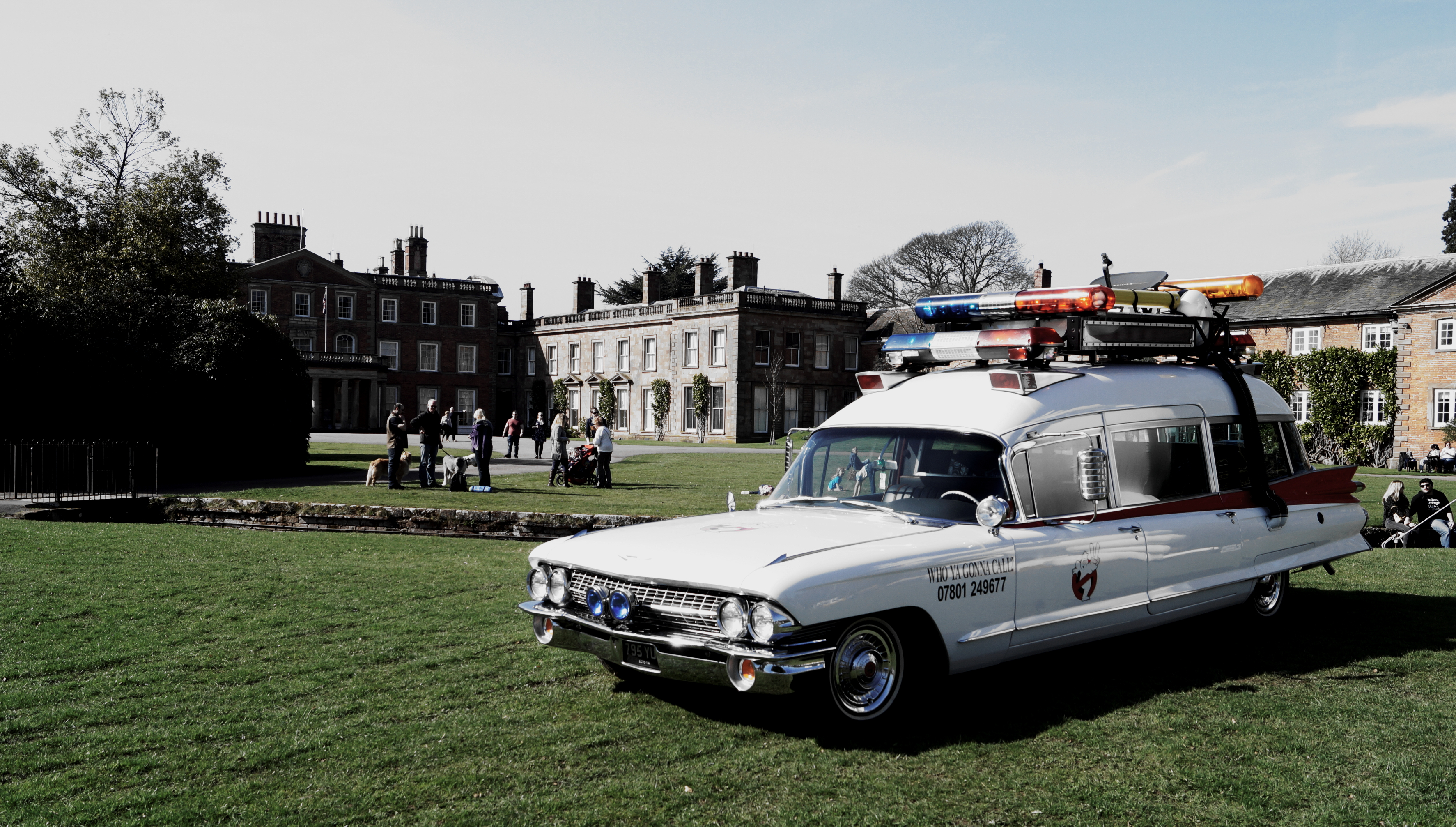
ゴーストバスターズ エクトモービル - キャデラック・ミラーメテオ

#### 技術
1984年に公開された映画では、ゴーストバスターズが特殊な装置を使用しており、それ以降のゴーストバスターズのフィクションには、幽霊の捕獲や封じ込めを助けるための同様の装置が登場。また、『ゴーストバスターズIII』の脚本案では、ゴーストバスターズがニューヨークを救うために、別のマンハッタンに自分たちを転送する機械を開発することが書かれている。

## 映画
| 題名                                  | 公開日                       | 監督                   | 脚本                                  | 製作                                      |
| オリジナルシリーズ                    | オリジナルシリーズ           | オリジナルシリーズ     | オリジナルシリーズ                    | オリジナルシリーズ                        |
| ------------------------------------- | ---------------------------- | ---------------------- | ------------------------------------- | ----------------------------------------- |
| ゴーストバスターズ                    | 1984年6月8日 1984年12月2日   | アイヴァン・ライトマン | ダン・エイクロイド ハロルド・レイミス | アイヴァン・ライトマン                    |
| ゴーストバスターズ2                   | 1989年6月16日 1989年11月25日 | アイヴァン・ライトマン | ダン・エイクロイド ハロルド・レイミス | アイヴァン・ライトマン                    |
| ゴーストバスターズ/アフターライフ     | 2021年11月11日 2022年2月4日  | ジェイソン・ライトマン | ギル・キーナン ジェイソン・ライトマン | アイヴァン・ライトマン                    |
| ゴーストバスターズ/フローズン・サマー | 2024年3月29日                | ギル・キーナン         | ジェイソン・ライトマン                | ジェイソン・ライトマン                    |
| リブート                              |                              |                        |                                       |                                           |
| ゴーストバスターズ                    | 2016年7月15日 2016年8月19日  | ポール・フェイグ       | ポール・フェイグ ケイティ・ディポルド | エイミー・パスカル アイヴァン・ライトマン |

### ゴーストバスターズ（1984）
シリーズ第1作目の『ゴーストバスターズ』は、1984年に公開された、ニューヨークに住む3人の科学者を主人公としたSFコメディ映画。コロンビア大学を解雇された彼らは、幽霊を調査して捕まえるビジネスを始める。出演はビル・マーレイ、ダン・エイクロイド、ハロルド・レイミス、リック・モラニス、シガニー・ウィーバー、アニー・ポッツ、アーニー・ハドソンで、1984年6月8日に米国で公開された。この作品は3,000万ドルの予算で制作されたが、劇場公開中にアメリカ国内で約2億4,000万ドル、海外で5,000万ドル以上の興行収入を記録し、『インディ・ジョーンズ』第2作の国内興行収入を上回り、その年のアメリカで最も成功した映画（再公開後）となり、1980年代に最も成功したコメディ映画のひとつとなった。アメリカン・フィルム・インスティテュートが発表した「アメリカ喜劇映画ベスト100」では第28位にランクインしている。IGNは2005年に『ゴーストバスターズ』を史上最高のコメディと評価した。TVチャンネル「Bravo」は、2006年に「最も面白い映画100選」で「ゴーストバスターズ」を第28位に選出している。

### ゴーストバスターズ2（1989）
第2作『ゴーストバスターズ2』は1989年6月16日に公開された。第1作目から5年後、物的損害の多さから信頼を失っていたゴーストバスターズは、ニューヨーク市内の大量の負の感情に反応するエクトプラズムのスライムの川を発見し、ニューヨークの新たな脅威となる。マーレイ、エイクロイド、レイミス、ハドソン、ウィーバー、ポッツ、モラニスが第1作から引き続き出演し、ピーター・マクニコル、ヴィルヘルム・フォン・ホンブルクらが参加した。第1作とアニメシリーズ『アニメ ゴーストバスターズ』の成功を受けて、コロンビア ピクチャーズはプロデューサーに続編の製作を迫った。エイクロイド、レイミス、ライトマンの3人は、第1作で完結させようとしていたため、最初はこの話に難色を示していた。しかし、最終的には彼らも同意し、脚本を作成した。続編は3,700万ドルの予算で2億1,500万ドルを稼ぎ出したが、第1作目に比べて低調な評価だった。

### ゴーストバスターズ（2016）
2016年に公開された映画『ゴーストバスターズ』は、新たなキャラクターを起用して並行宇宙を舞台にしたフランチャイズのリブート作だが、オリジナル作品と同様の物語を展開している。変わり者の研究者グループが、超常現象を発見し、幽霊を発見・捕獲し、ニューヨークをその霊から守ることを目的としている。主な出演者は、クリステン・ウィグ、メリッサ・マッカーシー、レスリー・ジョーンズ、ケイト・マッキノンの4人で、女性ばかりのゴーストバスターチームに加え、クリス・ヘムズワースが男性の受付係を演じている。さらに、エイクロイド、マーレイ、ウィーバー、ハドソン、ポッツが小さなカメオ出演している。本作は『Ghostbusters』として2016年7月15日に公開され、発売されたホームメディアは『Ghostbusters: Answer the Call』にリブランディングされた。賛否両論の評価を受け、1億4400万ドルの予算から2億2900万ドルの興行収入を記録した。また、本作は、公開前後のジェンダーに起因する文化戦争に関連して、ソーシャルメディア上で論争を巻き起こした。

### ゴーストバスターズ/アフターライフ（2021）
オリジナル前2作品の続編となる新作映画の『ゴーストバスターズ/アフターライフ』は、2019年1月に公開が明らかにされ、2020年7月10日に公開が予定されていたが、新型コロナウイルスの感染拡大の影響で2021年11月11日に変更された。新作の監督は、オリジナルの監督であるアイヴァン・ライトマンの息子であるジェイソン・ライトマンが務め、脚本は自身とギル・ケナンが共同で執筆し、アイヴァン・ライトマンはプロデューサーを務める。本作は、シングルマザーと2人の子供が、昔のゴーストバスターズの備品を発見する様子を描いた、フランチャイズの前2作の直接の続編になると予想されている。マッケナ・グレイス、フィン・ウルフハード、キャリー・クーン、ポール・ラッドが出演する。

### 将来
2015年10月、ライトマンがソニー・ピクチャーズ アニメーションでアニメーション映画を製作することが発表され、フレッチャー・ムーアがアニメーターと監督の両方としてプロジェクトを統括することになった。その後、この映画はゴーストの視点から語られると報じられた。本作は、『ゴーストバスターズ/アフターライフ』の完成・公開後に製作を開始する予定。
2019年5月、エイクロイドは『Ghostbusters High』というワーキングタイトルで前日譚の脚本を書いたこと、そして『ゴーストバスターズ/アフターライフ』の後続プロジェクトが2つあることを発表した。この前日譚では、主要キャラクターたちがティーンエイジャーとして初めて出会った1969年のニュージャージーを探索する。このプロジェクトは、テレビシリーズとしても検討されており、ジェイソン・ライトマンが開発に関わっている。エイクロイドは、このプロジェクトをフランチャイズの「フィナーレ」として想定しているとされる。

## テレビシリーズ
| 題名                               | シーズン | エピソード | 初回          | 最終回        | 放送局        |
| ---------------------------------- | -------- | ---------- | ------------- | ------------- | ------------- |
| アニメ ゴーストバスターズ          | 7        | 140        | 1986年9月13日 | 1991年10月5日 | ABC、番組販売 |
| エクストリーム・ゴーストバスターズ | 1        | 40         | 1997年9月1日  | 1997年12月4日 | 番組販売      |
| Untitled Ghostbusters Animation    | 1        | TBA        | TBA           | TBA           | Netflix       |
| ゴーストバスターズ：エクトフォース | 未公表   | 未公表     | 未公表        | 未公表        | 未公表        |

### アニメ ゴーストバスターズ（1986–1991）
1986年から1991年にかけて、コロンビア・ピクチャーズ テレビジョンとDICエンターテイメントは、ハロルド・ライミスとダン・エイクロイドが制作したスピンオフのテレビアニメシリーズ『アニメ ゴーストバスターズ』（The Real Ghostbusters）を制作した。このシリーズは、超常現象の調査員であるピーター・ヴェンクマン博士、レイモンド・スタンツ博士、イゴン・スペングラー博士、ウィンストン・ゼドモア、ゴーストバスターズ社の受付嬢のジャニン・メルニッツ、そしてマスコットのゴーストであるスライマーの冒険が描かれた。

### エクストリーム・ゴーストバスターズ（1997）
『エクストリーム・ゴーストバスターズ』（Extreme Ghostbusters）は、1997年末に放送された、『アニメ ゴーストバスターズ』の続編であり、スピンオフ作品。ベテランのゴーストバスターズであるイゴン・スペングラー博士、ゴーストバスターズ社の受付嬢のジャニン・メルニッツ、そして幽霊のスライマーが率いる若いゴーストバスターズの新チームが登場した。そのプロットは『ゴーストバスターズ2』と似ている。

### Untitled Ghostbusters Animation（TBA）
2022年6月に初めて存在が報じられたが、報告時点ではプロットは明かされていなかった。しかし2024年8月、タイトル未定のゴーストバスターズの新しいアニメーションシリーズの製作に正式なゴーサインが出たと報じられた。製作総指揮はジェイソン・ライトマンとギル・キーナンが務め、Netflixとコロンビア・ピクチャーズ傘下のゴースト・コープが共同で製作を担当する。ショーランナーにはエリオット・カランが起用された。

### ゴーストバスターズ：エクトフォース（TBA）
2016年6月、『ゴーストバスターズ：エクトフォース』（Ghostbusters: Ecto Force）と題した新しいアニメーションシリーズが発表された。開発中であることが発表され、当初のリリース目標は2018年初頭とされていた。このシリーズは、2050年を舞台に、世界中のゴーストを捕獲するゴーストバスターズの新チームを描いている。2017年8月、ライトマン監督は、計画中の『ゴーストバスターズ』のスピンオフアニメ映画の開発を優先するために、このシリーズが延期されたことを明らかにした。

## 評価

### 興行成績
| 映画 | 公開日        | 興行収入     | 興行収入        | 興行収入      | 興行成績      | 興行成績 | 製作費        | Ref.   |
| 映画 | 公開日        | 北米         | その他の地域    | 全世界        | 北米          | 全世界   | 製作費        | Ref.   |
| --- | ------------- | ------------ | --------------- | ------------- | ------------- | -------- | ------------- | ------ |
| ゴーストバスターズ                                                                                                 | 1984年6月8日  | $242,212,467 | $53,000,000     | $295,212,467  | #109 (#34(A)) | #396     | $30 million   | [ 13 ] |
| ゴーストバスターズ2                                                                                                | 1989年6月16日 | $112,494,738 | $102,900,000    | $215,394,738  | #527          | #596     | $37 million   | [ 14 ] |
| ゴーストバスターズ                                                                                                 | 2016年7月15日 | $128,350,574 | $100,796,935    | $229,147,509  | #411          | #552     | $144 million  | [ 15 ] |
| 合計 | 合計          | $483,057,779 | 256,696,935ドル | $ 739,754,714 |               |          | 2億1100万ドル | [ 16 ] |
| リストインジケーター - （A）は、現在のチケット価格に基づいて調整された合計を示す（ Box Office Mojoによって算出）。 |               |              |                 |               |               |          |               |        |

### 批評
| 映画                | Rotten Tomatoes         | Metacritic           | CinemaScore |
| ------------------- | ----------------------- | -------------------- | ----------- |
| ゴーストバスターズ  | 97％（72件のレビュー）  | 71（8件のレビュー）  | N/A         |
| ゴーストバスターズ2 | 53％（38件のレビュー）  | 56（14件のレビュー） | A–          |
| ゴーストバスターズ  | 74％（376件のレビュー） | 60（52レビュー）     | B+          |

## 音楽

### サウンドトラック
第1作目では、「Who ya gonna call? Ghostbusters!（誰に電話するんだ？ゴーストバスターズ！）」と「I ain't afraid of no ghost（幽霊なんて怖くない）」。どちらもレイ・パーカー・ジュニアが1日半で書き上げた主題歌に由来する。この曲は大ヒットし、ビルボードのホット100チャートで3週間、ブラック・シングル・チャートで2週間、第1位を獲得した。この曲により、パーカーはアカデミー賞の歌曲賞にノミネートされた。

## その他のメディアおよび商品

### ビデオゲーム
| 年   | タイトル                                | システム                                                                                     | 開発                | 発売                                                          |
| ---- | --------------------------------------- | -------------------------------------------------------------------------------------------- | ------------------- | ------------------------------------------------------------- |
| 1984 | Ghostbusters                            | Commodore 64, Apple II, Atari 8-bit family, MSX                                              | Activision          | Activision                                                    |
| 1985 | Ghostbusters                            | Atari 2600, IBM PCjr/Tandy 1000                                                              | Activision          | Activision                                                    |
| 1985 | Ghostbusters                            | Amstrad CPC                                                                                  | James Software Ltd. | Activision                                                    |
| 1986 | Ghostbusters                            | ZX Spectrum                                                                                  | James Software Ltd. | Activision                                                    |
| 1986 | Ghostbusters                            | NES/Famicom                                                                                  | HAL Laboratory      | Activision, Tokuma Shoten (Japan only)                        |
| 1987 | Ghostbusters                            | Master System                                                                                | Compile             | Sega                                                          |
| 1987 | The Real Ghostbusters                   | Arcade                                                                                       | Data East           | Data East                                                     |
| 1989 | The Real Ghostbusters                   | Atari ST, Amiga, Commodore 64, Amstrad CPC, ZX Spectrum                                      | Data East           | Activision                                                    |
| 1989 | Ghostbusters II                         | MS-DOS                                                                                       | Dynamix             | Activision                                                    |
| 1989 | Ghostbusters II                         | Commodore 64, Amiga, Atari ST, Amstrad CPC, ZX Spectrum, MSX                                 | Foursfield          | Activision                                                    |
| 1990 | Ghostbusters II                         | NES                                                                                          | Imagineering        | Activision                                                    |
| 1990 | Ghostbusters                            | Sega Mega Drive/Genesis                                                                      | Sega, Compile       | Sega                                                          |
| 1990 | New Ghostbusters II                     | Game Boy, NES/Famicom                                                                        | Hal Laboratory      | Hal Laboratory, Activision (GB version, NA & EU only)         |
| 1992 | Ghostbusters II                         | Atari 2600                                                                                   | Avantgarde Software | Activision, Salu Ltd.                                         |
| 1993 | The Real Ghostbusters                   | Game Boy                                                                                     | Kemco               | Activision                                                    |
| 2009 | Ghostbusters: The Video Game            | Xbox 360, PlayStation 3, Microsoft Windows                                                   | Terminal Reality    | Atari, Sony Computer Entertainment (PS3 version, Europe only) |
| 2009 | Ghostbusters: The Video Game            | Wii, PlayStation 2, PlayStation Portable                                                     | Red Fly Studios     | Atari, Sony Computer Entertainment (PS2 version, Europe only) |
| 2009 | Ghostbusters: The Video Game            | Nintendo DS                                                                                  | Zen Studios         | Atari                                                         |
| 2011 | Ghostbusters: Sanctum of Slime          | Xbox 360, PlayStation 3, Steam                                                               | Behaviour Santiago  | Atari                                                         |
| 2012 | Ghostbusters: Paranormal Blast          | iOS, Android                                                                                 | XMG Studio          | XMG Studio                                                    |
| 2013 | Beeline's Ghostbusters                  | iOS                                                                                          | Beeline Interactive | Capcom                                                        |
| 2014 | Ghostbusters Pinball                    | iOS, Android                                                                                 | FarSight Studios    | FarSight Studios                                              |
| 2016 | Ghostbusters                            | PlayStation 4, Xbox One, Steam                                                               | FireForge Games     | Activision                                                    |
| 2016 | Ghostbusters: Slime City                | iOS, Android                                                                                 | EightPixelsSquare   | Activision                                                    |
| 2018 | Ghostbusters World                      | iOS, Android                                                                                 | NextAge             | Columbia Pictures, Ghost Corps, FourThirtyThree Inc.          |
| 2019 | Ghostbusters: The Video Game Remastered | PlayStation 4, Xbox One, Nintendo Switch, Epic Games Store, Steam                            | Saber Interactive   | Mad Dog Games                                                 |
| 2022 | Ghostbusters:Spirits Unleashed          | PlayStation 5,PlayStation 4,Xbox Series X\|S,Xbox One,Nintendo Switch,Epic Games Store,Steam | IllFonic            | IllFonic                                                      |
| 2023 | Ghostbusters:Rise of the Ghost Lord     | PlayStation VR2,Meta Quest2,Meta Quest3                                                      | nDreams             | Sony Pictures Virtual Reality                                 |

### 漫画本

#### コミックとマンガ
1980年代後半、NOW Comics社とMarvel UK社は、同名のTVシリーズをベースにしたコミック「The Real Ghostbusters」を出版した。
ゲームが発表された同時期に、漫画出版社のTokyopopがオリジナルの英語版漫画を制作した。2008年10月に「Ghostbusters: Ghost Busted」のタイトルで発売された。映画第2作目とゲームの間を舞台に、複数の作家による一話完結のストーリーが展開され、映画第2作目に登場したジャック・ハーデマイヤーとゴーストバスターズに復讐するゴースト軍団が登場するサブプロットもありる。

### 本

#### Ghostbusters: The Return
「Ghostbusters：The Return」は、シリーズの20周年を記念して、ショリー・フィッシュが2004年に執筆した小説。『ゴーストバスターズ2』の2年後を舞台に、ヴェンクマンがニューヨーク市長に立候補したり、都市伝説に命を吹き込んで世界を征服しようとする古代の存在を描いている。

#### Tobin's Spirit Guide
「Tobin's Spirit Guide：Official Ghostbusters Edition」は、『ゴーストバスターズ』のリブート版の公開に合わせて、エリック・バーナムが執筆した2016年のフィクション参考書です。この本は第1作で言及され、後に続編ではデジタルデータバンク版で見られる。

#### Ghosts from Our Past
「Ghosts from Our Past: Both Literally and Figuratively: The Study of the Paranormal」は、2016年にアンドリュー・シェイファーが「エリン・ギルバート」と「アビー・L・イェーツ」のペンネームで執筆したフィクションの参考書です。この本はリブート版の映画に登場し、2人の主人公が書いたマニュアルであり、それが2人の再会の原因にもなっている。